# Perstorp, Halmstads kommun
Perstorp är en bebyggelse i Eldsberga socken i Halmstads kommun. Från 2015 till 2020 avgränsade SCB här en småort.